# Bramwell Booth
William Bramwell Booth, född 8 mars 1856 i Halifax i  Yorkshire, död 16 juni 1929, var en brittisk medlem av Frälsningsarmén och organisationens andre general. Han gifte sig 1882 med Florence Soper.
Bramwell var äldste sonen till Frälsningsarméns grundare William och Catherine Booth och bror till Ballington Booth. William Booth utsåg 1881 sin son till Frälsningsarméns stabschef, en titel han innehade till sin fars död 1912 då han efterträdde sin far som general. Bramwell hade denna uppgift fram till 1929 då Frälsningsarméns höga råd tillsatte Edward Higgins som general med anledning av Bramwells sviktande hälsa.
Som 22-åring var Bramwell Booth 1878 på besök hos familjen Billups, vänner till familjen Booth, som var i Sverige för att bygga järnvägslinjen Halmstad-Nässjö. Han tog tillfället att predika på Värnamo järnvägsstation och en av de närvarande, bokhandelsbiträdet Hanna Ouchterlony, blev så intresserad av rörelsen att hon senare reste till England för att få utbildning och senare starta FA:s arbete i Sverige och Norge.
Booth var även författare och har bland annat skrivit Echoes and Memories och These Fifty Years. Han är representerad i Frälsningsarméns sångbok 1990 (FA).

## Psalmer
- Min fot var trött att vandra på dunkel, självvald stig (FA nr 573) skriven 1894.
- Jag ger dig, Gud, mitt allt (FA nr 795) skriven 1889 .